# Vaderland (schip, 1873)
De Vaderland was een Belgisch stoomschip dat oorspronkelijk gebouwd werd voor vervoer van petroleum. Het voer vanaf 1873 geregeld op de lijn Antwerpen - New York.
Het schip werd gebouwd door Palmers Shipbuilding and Iron Company in Jarrow voor het Belgische Red Star Line en zo ontworpen zodat het olie en passagiers tegelijkertijd kon vervoeren. De Vaderland had twee zusterschepen, de Nederland en de Zwitserland. De autoriteiten vonden het concept van olievervoer met een stoomschip echter te gevaarlijk vanwege het brandgevaar, zodat de schepen slechts gewone lading en passagiers mochten vervoeren. Men bleef dan ook nog geruime tijd met zeiltankers varen.
Het schip had drie masten, een lage opbouw en had een schoorsteen.
De accommodatie voor gewone passagiers op de Vaderland was niet luxueus, eerder armzalig. Het schip vervoerde vooral emigranten die een nieuw leven in de Nieuwe Wereld gingen opbouwen.